# Райан, Энтони (бобслеист)
Энтони Райан (англ. Anthony Ryan, 7 апреля 1980, Сидней) — австралийский бобслеист, разгоняющий, выступающий за сборную Австралии с 2009 года. Участник зимних Олимпийских игр в Ванкувере, неоднократный призёр национального первенства, различных этапов Кубка наций и Америки.

## Биография
Энтони Райан родился 7 апреля 1980 года в городе Сидней, штат Новый Южный Уэльс. С юных лет увлекался спортом, занимался лёгкой атлетикой, на местном уровне довольно успешно играл в регби, с попеременным успехом бегал на спринтерские дистанции. Однако, не добившись сколько-нибудь значимых результатов, в 2009 году решил попробовать себя в бобслее — прошёл отбор в национальную сборную и присоединился к команде в качестве разгоняющего. Первое время соревновался на менее престижном Кубке Америки, финишировал с попеременным успехом, регулярно попадал в десятку сильнейших этих соревнований.
За счёт рейтинговых очков с Кубка Северной Америки прошёл квалификацию на зимние Олимпийские игры 2010 года в Ванкувере, где в третьей попытке заменил получившего травму Данкана Харви, присоединившись к двухместному экипажу Кристофера Спринга — в итоге их команда заняла двадцать второе место. Также Райан должен был участвовать в зачёте четырёхместных экипажей, но после нескольких несчастных случаев на трассе из соображений безопасности австралийцы приняли решение не выходить на старт.